# Посвящённый (фильм, 2014)
«Посвящённый» (англ. The Giver) — американский фильм 2014 года режиссёра Филлипа Нойса. Экранизация романа Лоис Лоури «Дающий», вышедшего в 1993 году. Мировая премьера картины состоялась 11 августа 2014 года в Нью-Йорке.

## Сюжет
Действие происходит в будущем, где жизнь людей строго регламентирована. После глобальной катастрофы человечество наладило жизнь в коммунах, а во избежание повторения событий прошлого эмоции людей подавляются с помощью ежедневных инъекций. Достигнуто всеобщее благосостояние: люди живут в просторных домах, в коммуне обустроена комфортная городская среда, всем хватает продовольствия и товаров для быта, медицина и наука находятся на высоком уровне, каждому 9-летнему ребёнку вручается велосипед — основное транспортное средство в коммуне. Соперничество между людьми и любые формы социального неравенства ликвидированы, преступность побеждена. Демография строго регулируется: рожают детей только искусственно оплодотворённые профессиональные роженицы, их первое время растят в яслях, а потом распределяют по приёмным семьям, причём нездоровые младенцы или близнецы кроме одного «удаляются в другое место», тем самым поддерживается здоровый генофонд. Любовные отношения остались в прошлом, секс не практикуется, соответствующие чувства подавлены, а описывающие их слова почти исчезли из языка. Окрестности коммуны жителям в целом незнакомы, недоступны для посещения — над ними могут только пролетать дроны — и называются «другим местом».
Джонас — 17-летний подросток, который, как и все остальные, беспокоится о карьере, которую ему поручат. Его лучшие друзья: Ашер и Фиона. В день окончания обучения и достижения 18 лет на торжественной церемонии (возраст всех жителей коммуны привязан к одной дате, поскольку отсчитывается от проводимой в этот же день церемонии присвоения имён) каждому с учётом его склонностей и навыков назначается рабочее место. Ашер становится пилотом грузового дрона, Фиона — воспитательницей в яслях. Джонаса поначалу пропускают, и он ждёт конца церемонии. Тогда ему говорят, что он станет следующим Получателем Памяти и будет постепенно получать воспоминания от своего предшественника — Дающего. Приняв на себя эту роль, Джонас узнает о прошлом Дающего и его дочери, Розмари, которая была предшественницей Джонаса как Получателя Памяти. Однако Розмари была настолько расстроена воспоминаниями, что попросила «отпустить её в другое место».
Говорят, что те, кто умирает, были «выпущены в другое место», но Джонас узнает, что это на самом деле эвфемизм о смерти от смертельной инъекции (понятие смерти жителям коммуны в целом незнакомо, старики по достижении определённого возраста участвуют в «церемонии выпуска в другое место» и более не возвращаются, это воспринимается как общепринятая норма). Джонас начинает передавать свои знания Фионе и решает поделиться идеей эмоций. Фиона, которая не в состоянии понять идею эмоций, не уверена, как она себя чувствует. Затем Джонас предлагает ей прекратить принимать ежедневные инъекции для подавления эмоций, и на следующий день он целует её — устаревшее действие, которое неизвестно сообществу и которое Джонас приобрел по памяти. Джонас также делится своими воспоминаниями с ребёнком, Габриэлем, которого отец принёс в их дом. У него складываются тесные отношения с ним после того, как он обнаружил, что у него на запястье есть такая же отметка, что и у Джонаса, что является знаком потенциального Приемника Памяти.
Джонас решает, что у всех должны быть воспоминания о прошлом, и, в конце концов, Дающий и Джонас решают, что единственный способ помочь сообществу — пройти за границу той территории, которая называется «другим местом» — окрестностей коммуны, недоступных для посещения, но частично просматриваемых сквозь туман. Это должно вернуть воспоминания сообществу. Джонас покидает свой дом в комендантский час, когда узнаёт, что Габриэля собираются «освободить» за недостаточное развитие. Ашер, его давний друг, пытается остановить его, но Джонас бьёт его. Ошеломленный Ашер лежит на земле, а Джонас едет на велосипеде к жилищу Дающего. Дающий позволяет Джонасу уйти, дав ему воспоминания о смелости. Тот спешит в воспитательный центр. Он рассказывает Фионе о своем плане и хочет взять её с собой, но она отказывается, однако помогает ему вернуть Габриэля. Прежде чем он уходит, она целует его, а затем помогает ему в побеге.
Тем временем мать Джонаса и Ашер идут к Главной Старейшине, чтобы сообщить об исчезновении Джонаса, а физическое насилие против Ашера воспринимается как чрезвычайное происшествие — такое в коммуне никогда не происходит. Охранники отправляются для задержания Джонаса, который, по их словам, стал «опасным», но Джонас забирает один из их мотоциклов и прыгает на нём со скалы возле жилища Дающего «в другое место». Главная Старейшина приказывает Ашеру использовать дрон, чтобы найти Джонаса и «потерять» его. Когда же Ашер обнаруживает Джонаса, спотыкающегося в пустыне, он вместо этого захватывает его с помощью дрона и бросает его в реку. Фиона была приговорена к «удалению в другое место» за помощь в побеге Джонасу. Смертельную инъекцию ей должен ввести отец Джонаса.
В конце концов, Джонас находит санки, как те, на которых он ехал в памяти от Дающего, и выходит за границы «Другого места», высвобождая воспоминания и цвет обратно в сообщество, тем самым спасая Фиону. Джонас и Габриэль приезжают в дом, который Джонас видел в своих воспоминаниях, где люди поют рождественские песни и танцуют.

## В ролях
| Актёр               | Роль               |
| ------------------- | ------------------ |
| Брентон Туэйтес     | Джонас             |
| Одейя Раш           | Фиона              |
| Джефф Бриджес       | Дающий             |
| Мерил Стрип         | Главная Старейшина |
| Александр Скарсгард | отец Джонаса       |
| Кэти Холмс          | мать Джонаса       |
| Тейлор Свифт        | Розмари            |
| Камерон Монахэн     | Эшер               |
| Эмма Трембли        | Лилли              |

## Производство
Съемки фильма начались в октябре 2013 года в Кейптауне и Йоханнесбурге. Съемки закончились в феврале 2014 года в Юте.

## Прокат
В Индии, Канаде и США фильм вышел в прокат 15 августа 2014 года, в Казахстане, Папуа — Новой Гвинее, Сингапуре и России — 21 августа 2014 года, в Австралии, Бразилии и Чехии — 11 сентября 2014 года.